# Януш Антоній Вишневецький
Януш Антоній Корибут Вишневецький гербу Корибут (пол. Janusz Antoni Wiśniowiecki, 1678 — 16 січня 1741) — князь, державний діяч Речі Посполитої. Меценат.

## Життєпис
Перший син воєводи руського, белзького Костянтина Христофора Вишневецького і його дружини Анни Ходоровської, брат Михайла Сервація Вишневецького.
З 1699 року маршалок надвірний литовський.
У 1700 році приєднався до антисапезької «партії».
Крем'янецький староста. З його ініціятиви тут заснували монастир єзуїтів, при якому почали діяти школи (з 1750 року Кременецький колегіум). З 1704 року воєвода віленський, краківський (з 1706 р.), каштелян краківський (з 1727 р.), каштелян Вільненського сейму з 1703 р. В 1710 р. був маршалком у трибуналі коронному. Славився мужністю, яку проявив у битві під Конєцполем.

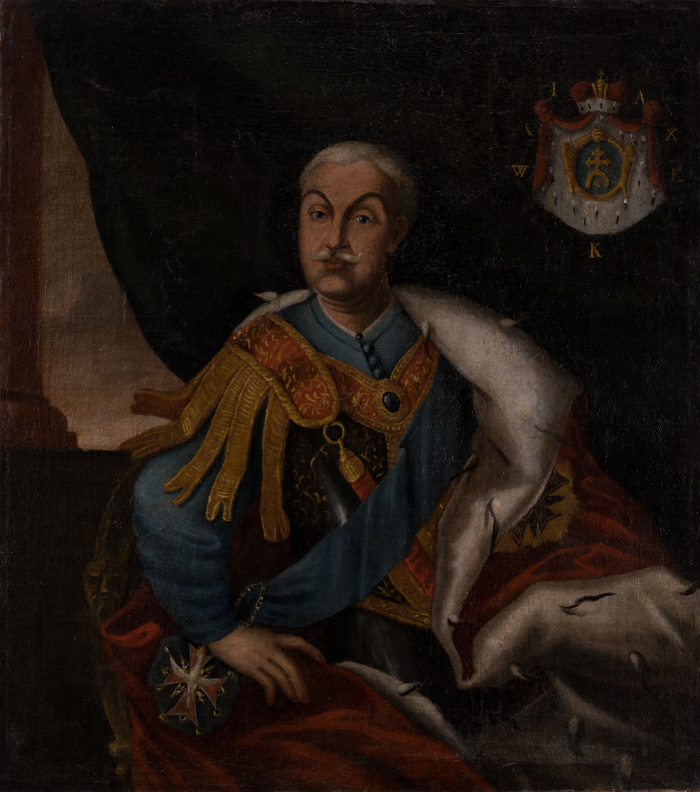
Портрет Януша Антонія Вишневецького з Білого Каменя

Надав кошти для заснування римо-католицького колегіуму в Крем'янці, прилучився до заснування, будівництва костелу святого Антонія Падуанського отців францисканців у Львові, перебудови костелу в містечку Білий Камінь (тепер Золочівського району Львівщини).
Коштом Януша Антонія Вишневецького та його дружини Теофілії Лещинської в 1737—1740 роках реконструювали родинну каплицю в Латинській катедрі Львова..
Його та дружини портрети знаходилися в презбітерії костелу святого Антонія.
Наприкінці життя проживав у монастирі францисканців поблизу фундованого ним костелу святого Антонія у Львові, де й помер 16 січня 1741 року. Був похований у крипті каплиці Вишневецьких (перебудованій колишній каплиці Бучацьких) у латинській катедрі у Львові.
Кавалер Ордену Білого Орла (1717 рік).

## Сім'я
Дружина — Теофілія Лещинська (1680—1757), донька Вацлава — старости ковельського та кам'янського, шлюб 1704-го. Наприкінці життя стала черницею-домініканкою на ім'я Тайда у Львові в монастирі, який 1783 року передали УГКЦ. 1729 року записала фундуш для будівництва костелу при монастирі (потім церква Святого Духа). Записала фундуші для відновлення латинської катедри у Львові. Дитина:
- Урсула-Франциска Радзивілл — польськомовна поетка, дружина князя, польного гетьмана литовського Михайла Казимира Радзивілла «Рибоньки».